# Lunaceps phaeopi
Lunaceps phaeopi är en insektsart som först beskrevs av Henry Denny 1842.  Lunaceps phaeopi ingår i släktet månlöss, och familjen fjäderlöss. Arten är reproducerande i Sverige.